# George Parker
George Parker (1896 - † 1976) fue un atleta australiano especializado en marcha atlética. 
Ganó la medalla de plata en la especialidad de 3 kilómetros marcha en los Juegos Olímpicos de Antwerpen de 1920.
- La prueba de 3 kilómetros marcha no se realizaba desde los Juegos de Atenas de 1906. Después de 1920 no se ha vuelto a realizar en unos Juegos Olímpicos.